# Igé (Orne)
Igé é uma comuna francesa na região administrativa da Normandia, no departamento Orne. Estende-se por uma área de 27,4 km². Em 2010 a comuna tinha 637 habitantes (densidade: 23,2 hab./km²).